# 87312 Akirasuzuki
87312 Akirasuzuki è un asteroide della fascia principale. Scoperto nel 2000, presenta un'orbita caratterizzata da un semiasse maggiore pari a 2,5864212 UA e da un'eccentricità di 0,1459688, inclinata di 13,09855° rispetto all'eclittica.